# Făurei, Călărași
Făurei este un sat în comuna Ulmu din județul Călărași, Muntenia, România.